# Osmia malina
Osmia malina là một loài Hymenoptera trong họ Megachilidae. Loài này được Cockerell mô tả khoa học năm 1909.